# Попов Дмитро Львович
Дмитро Попов (рос. Dmitrij Popov, нар. 27 лютого 1967, Москва) — радянський та російський футболіст, що грав на позиції півзахисника.
Виступав, зокрема, за «Спартак» (Москва), «Расінг», а також національну збірну Росії.

## Клубна кар'єра
Народився 27 лютого 1967 року в місті Москва. Почав грати у футбол в 15 років. Незважаючи на настільки великий вік, природні дані дозволили проявити себе і попасти у «Шинник», що грав у Першій лізі. З 1984 грав за дублерів, зрідка виходячи на заміну за основну команду. З 1987 — стабільно грав за основний склад на позиції нападника.
У московський «Спартак» потрапив після кубкового матчу «Шинника» проти «Спартака» з Орджонікідзе. На тій грі був присутній Олег Романцев, який переглядав футболістів «Спартака». У тій грі Попов зробив гольову передачу, а після неї отримав запрошення переїхати до Москви.
З липня 1989 року грав за дублерів, з 1990 — в основі. Остаточно закріпився в команді після гостьової гри проти «Спарти», яку «Спартак» виграв 2:0. Спочатку грав як і раніше в нападі, але в 1991, після гри проти ЦСКА, де успішно нейтралізував Михайла Колеснікова, був переведений на місце лівого півзахисника. Всього зіграв за «червоно-білих» 78 матчів у чемпіонаті і виграв чемпіонат СРСР, а також два чемпіонати Росії і один Кубок.
У липні 1993 році уклав контракт з іспанським «Расінгом», який в тому сезоні вийшов в Прімеру. У клубі грав до червня 1996 року.
Повністю свій потенціал не розкрив через численні травми — у 1992 році Попов зламав ногу, а в травні 1996 року отримав розрив меніска і хрестоподібної зв'язки правого коліна, через що пропустив чемпіонат Європи 1996 року.
Пізніше грав за «Компостелу», з якою вилетів з Прімери за підсумками сезону 1997/98, після чого зіграв в команді ще один сезон, але не зміг повернути в еліту і в серпні 1999 року перейшов до «Маккабі» Тель-Авів, за яке грав до кінця року.
Завершив професійну ігрову кар'єру в іспанському клубі «Толедо», за який недовго виступав у Сегунді на початку 2000 року.

## Виступи за збірну
З 1992 року виступав за національну збірну Росії, в якій дебютував в офіційних матчах 16 серпня 1992 року у виграному товариському матчі проти збірної Мексики (2:0). 
У складі збірної був учасником чемпіонату світу 1994 року у США, де виходив на поле в одному матчі групового етапу: у програному 1:3 збірній Швеції. 
Останній матч за збірну зіграв у 18 лютого 1998 року проти збірної Греції (1:1). У загальній кількості у формі головної команди країни провів 21 матч і забив 4 голи.

## Подальше життя
Після завершення ігрової кар'єри постійно проживає в Іспанії. Тренував дитячу шкільну команду в Сантандері, також працював з юнацькою командою місцевого клубу «Расінг».
Виступав за збірну Росії з пляжного футболу., брав участь у ветеранських футбольних турнірах. З 2002 року займається агентською діяльністю по трансферам футболістів.
В грудні 2006 року увійшов в селекційний штаб московського «Спартака», а з вересня 2008 року працював спортивним директором московського «Спартака». За ці роки за його рекомендацією команда посилилася такими футболістами як Веллітон, Алекс, Еммануель Еменіке, Ейден Макгіді, Квінсі Промес та ін. У серпні 2016 року покинув посаду.

## Титули і досягнення
- Чемпіон СРСР (1):

«Спартак» (Москва): 1989
- Володар Кубка СРСР-СНД (1):

«Спартак» (Москва): 1991–92
- Чемпіон Росії (2):

«Спартак» (Москва): 1992, 1993